# Oleg Litvinenko
Oleg Fedorovich Litvinenko - em cazaque, Олег Фёдорович Литвиненко (Taraz, 23 de novembro de 1973 - Taraz, 19 de novembro de 2007) foi um futebolista cazaque que atuava como atacante.
Por clubes, teve maior destaque com as camisas de FC Taraz e FC Semey nos anos 90, quando foi artilheiro do Campeonato Cazaque por 2 vezes, em 1994 e 1998. Além das equipes citadas, Litvinenko jogou também por Dinamo Alma-Ata, Kairat, FC Astana, FC Aktobe e FC Almaty em seu país natal. Por estes clubes, o atacante marcou 147 gols, tornando-se o maior artilheiro da história do Campeonato nacional, superado por Nurbol Zhumaskaliyev em 2013.
Fora do Cazaquistão, defendeu Rus Volgogrado e Ermis Aradippou do Chipre. Pela Seleção Cazaque de Futebol, Litvinenko estreou em 1996, atuando em 26 jogos. Não repetiu o faro de artilheiro que possuía nos clubes, tendo marcado apenas 6 vezes em uma década de seleção.
4 dias antes de completar 34 anos, Litvinenko foi encontrado morto em um cemitério abandonado em Taraz, sua cidade natal. Ele foi encontrado com o pescoço envolto por um cabo de plástico e de joelhos, distante da entrada principal. A autópsia confirmou que ele havia cometido suicídio.

## Títulos

### Profissional
Campeonato Cazaque de Futebol8 (1995 e 1998, 1999 e 2000 - ambos pelo FC Semey).
Copa do Cazaquistão3 (1995, 2000, 2002, todos pelo FC Semey).

### Pessoal
Artilheiro do Campeonato Cazaque em 1994 e 1998.
Futebolista cazaque do ano de 2005.

## Links
- Fotos de Litvinenko - site da Seleção Cazaque
- Perfil - site da Seleção Cazaque